# 新疆生产建设兵团第十三师红山农场
新疆生产建设兵团第十三师红山农场是中华人民共和国新疆生产建设兵团第十三师下辖的一个农场。

## 行政区划
新疆生产建设兵团第十三师红山农场下辖以下单位：
机关社区、一连、二连、三连、四连、五连、六连、七连、八连、九连、园艺一场、牧业一连、牧业二连、牧业三连和园艺二场。